# Adulte T-Zell-Leukämie
Die Adulte T-Zell-Leukämie (ATL) ist eine Sonderform der T-Zell-Leukämie, die durch das Retrovirus HTLV-I verursacht wird.

## Klinische Besonderheiten, Rolle von HTLV-I
Die Erkrankung wurde durch Takatsuki und Mitarbeiter 1977 erstmals beschrieben. Wenige Jahre später wurde HTLV-1 in der Arbeitsgruppe von Robert Gallo entdeckt.
Das Retrovirus lässt sich bei 100 % der an ATL Erkrankten nachweisen (zum einen serologisch, zum anderen mittels PCR). 
Die Erkrankung manifestiert sich meist erst nach dem 60. Lebensjahr. Es erkranken aber nur 1–3 % der HTLV-1-Infizierten im Laufe ihres Lebens an ATL. Da die Infektion mit HTLV-1 häufig schon perinatal über die Muttermilch infizierter Mütter erfolgt ist, ergibt sich somit eine ganz ungewöhnlich lange Latenz des Virus von 60 Jahren und mehr. Außerdem wird klar, dass die Virusinfektion alleine nicht ausreicht, eine ATL auszulösen und dass noch weitere Faktoren hinzukommen müssen, wie z. B. erworbene genetische Veränderungen. Das Virus kann außerdem noch durch Sexualkontakt, durch unsteriles Injektionsbesteck beim intravenösen Drogenkonsum oder durch infizierte Blutprodukte (Transfusionen) übertragen werden.
Klinisch kann die ATL sich mehr als Leukämie oder mehr als malignes Lymphom manifestieren. Der Verlauf variiert von langsam chronisch bis zu schnell und akut. Im peripheren Blutausstrich sind sogenannte flower cells charakteristisch. Häufig findet sich eine Hyperkalzämie. Die Prognose ist im Allgemeinen ungünstig und eine Heilung ist in den allermeisten Fällen nicht möglich, was auch daran liegt, dass die meisten Patienten älter sind, so dass keine intensivere Chemotherapie mehr möglich ist.